# الإسلام في أوكرانيا

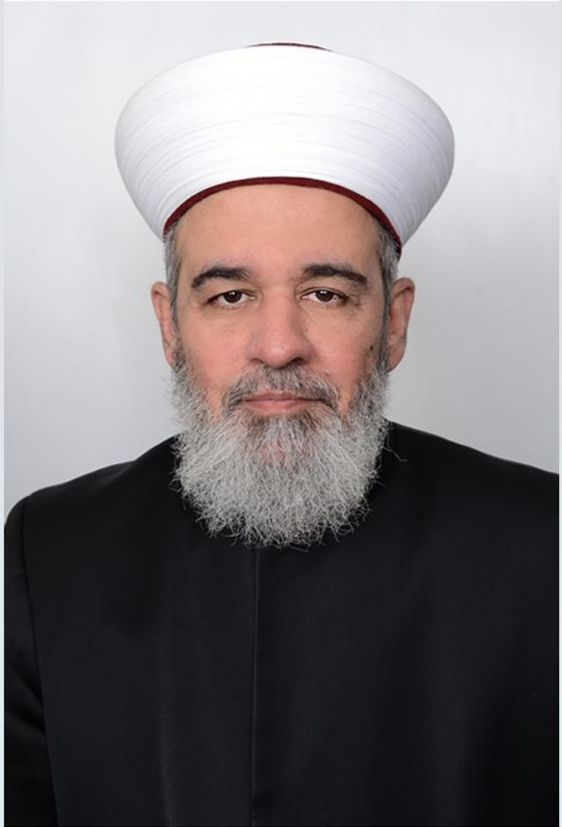
مفتي أوكرانيا سماحة الشيخ الدكتور أحمد تميم

في أوكرانيا يعتنق عدد قليل من الناس الدين الإسلامي، وفقا لإحصائيات عام 2016؛ يشكل المسلمون ما يقارب 0.9% فقط من مجموع السكان الكلي. وجود الإسلام في أوكرانيا قديم، يعود تاريخه إلى إنشاء خانات القرم في القرن الخامس عشر.
الإسلام السني الحنفي هو أكبر ديانة غير مسيحية في أوكرانيا، ومعظم المسلمين الأوكرانيين هم من تتار القرم. الشعوب التركية الأخرى الأصلية في أوكرانيا تتواجد في الغالب في جنوب وجنوب شرق أوكرانيا وتمارس طقوسا أخرى من تعاليم الإسلام وتشمل تتار الفولغا والأذريون وشعوب القوقاز والأوزبك.
في عام 2012 قدر عدد المسلمين في أوكرانيا بنحو 500,000 مسلم منهم 300,000 من شعوب تتار القرم. قدرت دراسة لمركز بيو للأبحاث في 2011 أن عدد الأوكرانيين المسلمين يبلغ 393,000 نسمة، لكن المجلس الديني لمسلمي أوكرانيا زعم أن هناك مليوني مسلم في أوكرانيا اعتبارًا من عام 2009. في فبراير 2016 أحصى الشيخ سعيد إسماعيلوف (مفتي الإدارة الدينية لمسلمي أوكرانيا) وجود مليون مسلم في أوكرانيا.
بسبب ضم الاتحاد الروسي للقرم عام 2014 والحرب في دونباس، التي دارت رحاها بالقرب من دونيتسك ولوهانسك، يعيش 750 ألف مسلم (بما في ذلك نصف مليون تتار القرم) في الأراضي التي لم تعد تسيطر عليها أوكرانيا. (بحسب معطيات الشيخ أحمد تميم، مفتي الإدارة الدينية لمسلمي أوكرانيا)
في حين أن المسلمين في أوكرانيا ليس لديهم هيكل حكومي أساسي فإن المجتمعات المسلمة المقيمة في المناطق متعددة الأعراق تخدمها مؤسساتها العرقية الإسلامية وتدعمها نظيراتها الدولية. توجد المؤسسات الإسلامية الرئيسية التي تدعم المجتمعات في كييف وشبه جزيرة القرم وسيمفيروبول ودونيتسك. كما توجد المجتمعات السلفية المستقلة في كييف وشبه جزيرة القرم، وكذلك المجتمعات الشيعية في كييف وخاركيف ولوهانسك.

## التاريخ
عند اندلاع الثورة الروسية لسنة 1917، شكل المسلمون ثلث سكان القرم. في جل المدن الكبرى في شبه جزيرة القرم، كان تعداد المسلمين مهما.
تعرض مسلمو القرم لترحيل جماعي سنة 1944 بعد أن اتهمهم ستالين بالعمالة للنازيين الألمان. رحل حوالي 200 ألف تتري من القرم إلى وسط آسيا، خاصة إلى أوزبكستان وأيضا إلى كازخستان ومناطق أخرى من روسيا. أهم عمليات الترحيل هي التي حصلت في 18 مايو 1944.

## هوامش ومصادر
1. ↑  http://old.razumkov.org.ua/upload/Religiya_200516_A4.compressed.pdf نسخة محفوظة 2017-10-14 على موقع واي باك مشين.
2. ↑  "About number and composition population of Ukraine by data: All-Ukrainian population census 2001 data". State Statistics Committee of Ukraine. 2003. مؤرشف من الأصل في 2023-01-04. اطلع عليه بتاريخ 2017-04-17.
3. ↑  Інші національності за даними переписів населення [Other nationalities according to population data from censuses] (بالأوكرانية). State Statistics Committee of Ukraine. 2003. Archived from the original on 2023-04-14. Retrieved 2017-04-17.
4. ↑  "2012 Report on International Religious Freedom - Ukraine". وزارة الخارجية (الولايات المتحدة). 20 مايو 2013. مؤرشف من الأصل في 2023-03-27. اطلع عليه بتاريخ 2013-12-16.
5. ↑  "The Future of the Global Muslim Population". pewforum.org. 27 يناير 2011. مؤرشف من الأصل في 2023-04-05.
6. ↑  Ислам в Украине [Islam in Ukraine]. Islamyat.org (بالروسية). 26 Jun 2009. Archived from the original on 2011-12-05. Retrieved 2011-12-05.
7. ↑  Ukrainian Muslims root for Ukraine, Kyiv Post (11 February 2016) نسخة محفوظة 2021-04-10 على موقع واي باك مشين.
8. ↑  Ukrainian Muslims root for Ukraine, Kyiv Post (11 February 2016) نسخة محفوظة 2022-10-12 على موقع واي باك مشين.
9. ↑  The Future of the Global Muslim Population | Pew Research Center نسخة محفوظة 23 يوليو 2013 على موقع واي باك مشين.
10. ↑   [وصلة مكسورة] نسخة محفوظة 10 أبريل 2014 على موقع واي باك مشين.
11. ↑  Pohl، Otto J. (أبريل 2000). "The Deportation and Fate of the Crimean Tatars". 5th Annual World Convention of the Association for the Study of Nationalities: "Identity and the State: Nationalism and Sovereignty in a Changing World". جامعة كولومبيا, New York. مؤرشف من الأصل في 2023-03-24. اطلع عليه بتاريخ 2016-05-26.
12. ↑  "To the 71st Anniversary of Crimean Tatars deportation - Publications - Embassy of Ukraine in the Kingdom of Thailand". mfa.gov.ua. مؤرشف من الأصل في 2016-03-04. اطلع عليه بتاريخ 2016-05-26.

## وصلات خارجية
- عن الإسلام في أوكرانيـا - موقع الإدارة الدينية لمسلمي أوكرانيا
- مسيرة الإسلام في أوكرانيا - موقع مفكرة الإسلام
- الانبعاث الإسلامي في أوكرانيا - موقع السيد محمد حسين فضل الله
- الإسلام... في أوكرانيا - موقع طريق الحقيقة